# Anguilla bicolor
Anguille bicolore, Anguille à nageoire courte
Espèce
Statut de conservation UICN

 NT A2bcde : Quasi menacé
Anguilla bicolor, l’Anguille bicolore ou Anguille à nageoire courte, est une espèce de poissons serpentiformes de la famille des Anguillidae. Ce poisson est présent en eau de mer, en eau saumâtre et en eau douce.

## Noms vernaculaires
En créole, cette espèce porte les noms vernaculaires de Z'amab et Z'anguille.

## Liste des sous-espèces
Selon World Register of Marine Species (20 septembre 2023), les deux sous-espèces suivantes sont considérées comme invalides, et l'espèce est Anguilla bicolor est dès lors monotypique :
- Anguilla bicolor bicolor McClelland, 1844
- Anguilla bicolor pacifica Schmidt, 1928

## Distribution
Ce poisson se rencontre en Afrique du Sud, en Australie, au Bangladesh, en Birmanie, en Chine, en Corée du Sud, aux États fédérés de Micronésie, aux Îles Mariannes du Nord, en Inde, en Indonésie, au Kenya, à Madagascar, en Malaisie, au Malawi, aux Maldives, au Mozambique, à Oman, en Papouasie-Nouvelle-Guinée, aux Philippines, aux Seychelles, en Somalie, à Sri Lanka, en Tanzanie, au Viêt Nam, au Yémen et à Taïwan.

## Description
Les mâles d’Anguilla bicolor peuvent mesurer jusqu'à 123 cm de longueur totale mais leur taille habituelle est d'environ 60 cm. L'âge maximal reporté pour cette espèce est de 20 ans.
Anguilla bicolor est une espèce migratrice qui se reproduit dans l'océan mais vit en eau douce à l'âge adulte. Elle se nourrit de petits poissons, de crustacés et de mollusques.

## Systématique
Le nom valide complet (avec auteur) de ce taxon est Anguilla bicolor McClelland, 1844,.
Anguilla bicolor a pour synonymes :
- Anguilla amblodon Günther, 1867
- Anguilla bicolor bicolor McClelland, 1844
- Anguilla bicolor pacifica Schmidt, 1928
- Anguilla bicolour bicolour McClelland, 1844
- Anguilla bicolour
- Anguilla bleekeri Kaup, 1856
- Anguilla cantori Kaup, 1856
- Anguilla dussumieri Kaup, 1856
- Anguilla malabarica Kaup, 1856
- Anguilla moa Bleeker, 1849
- Anguilla mowa Bleeker, 1852
- Anguilla pacifica Schmidt, 1928
- Anguilla sidat Bleeker, 1852
- Anguilla spengeli Weber, 1912
- Anguilla virescens (Peters, 1852)
- Muraena halmaherensis Bleeker, 1863
- Muraena macrocephala Rapp, 1849
- Muraena moa (Bleeker, 1849)
- Muraena virescens Peters, 1852

## Étymologie
Son épithète spécifique, du latin bi, « deux », et color, « couleur », fait référence à la teinte vert olive foncé de son dos et blanche sur son ventre.

## Publication originale
- (en) J. McClelland, « Apodal fishes of Bengal », Calcutta Journal of Natural History and Miscellany of the Arts and Sciences in India, Calcutta, Inconnu, vol. 5, no 18,‎ juillet 1844, p. 151-226 (ISSN 0970-9614, OCLC 7423165, lire en ligne).